# تاتی ۱۴۶۲۱
سیارک ۱۴۶۲۱ (به انگلیسی: 14621 Tati، نامگذاری:1998UF18) چهارده هزار و ششصد و بیست و یکمین سیارک کشف شده‌است که در ۲۲ اکتبر ۱۹۹۸ کشف شد.
قدر مطلق سیارک برابر ۱۴٫۹۰ است.